# U-127 (tàu ngầm Đức) (1941)
U-127 là một tàu ngầm tấn công  Lớp Type IX thuộc phân lớp Type IXC được Hải quân Đức Quốc Xã chế tạo trong Chiến tranh Thế giới thứ hai. Nhập biên chế năm 1941, nó chỉ thực hiện được một chuyến tuần tra duy nhất và không đánh chìm được mục tiêu nào trước khi bị tàu khu trục HMAS Nestor của Hải quân Hoàng gia Australia thả mìn sâu đánh chìm trong Đại Tây Dương về phía Tây Gibraltar vào ngày 15 tháng 12, 1941.

## Thiết kế và chế tạo

### Thiết kế
Thiết kế của tàu ngầm Type IXC có kích thước hơi nhỉnh hơn so với phân lớp Type IXB dẫn trước. Chúng có trọng lượng choán nước 1.120 t (1.100 tấn Anh) khi nổi và 1.232 t (1.213 tấn Anh) khi lặn. Con tàu có chiều dài chung 76,76 m (251 ft 10 in), lớp vỏ trong chịu áp lực dài 58,75 m (192 ft 9 in), mạn tàu rộng 6,76 m (22 ft 2 in), chiều cao 9,60 m (31 ft 6 in) và mớn nước 4,70 m (15 ft 5 in).
Chúng trang bị hai động cơ diesel MAN M 9 V 40/46 siêu tăng áp 9-xy lanh 4 thì, tổng công suất 4.400 PS (3.200 kW; 4.300 bhp), dẫn động hai trục chân vịt đường kính 1,92 m (6,3 ft), cho phép đạt tốc độ tối đa 18,3 kn (33,9 km/h), và tầm hoạt động tối đa 13.450 nmi (24.910 km) khi đi tốc độ đường trường 10 kn (19 km/h). Khi đi ngầm dưới nước, chúng sử dụng hai động cơ/máy phát điện Siemens-Schuckert 2 GU 345/34 tổng công suất 1.000 PS (740 kW; 990 shp). Tốc độ tối đa khi lặn là 7,3 kn (13,5 km/h), và tầm hoạt động 63 nmi (117 km) ở tốc độ 4 kn (7,4 km/h). Con tàu có khả năng lặn sâu đến 230 m (750 ft).
Vũ khí trang bị có sáu ống phóng ngư lôi 53,3 cm (21 in), bao gồm bốn ống trước mũi và hai ống phía đuôi, và mang theo tổng cộng 22 quả ngư lôi 53,3 cm (21 in). Tàu ngầm Type IX trang bị một hải pháo 10,5 cm (4,1 in) SK C/32 với 110 quả đạn, một pháo phòng không 3,7 cm (1,5 in) SK C/30 và hai pháo phòng không 2 cm (0,79 in) C/30. Thủy thủ đoàn bao gồm 4 sĩ quan và 44 thủy thủ.

### Chế tạo
U-127 được đặt hàng vào ngày 7 tháng 8, 1939, và được đặt lườn tại xưởng tàu AG Weser của hãng DeSchiMAG ở Bremen vào ngày 20 tháng 6, 1940. Nó được hạ thủy vào ngày 1 tháng 2, 1941, và nhập biên chế cùng Hải quân Đức Quốc Xã vào ngày 24 tháng 4, 1941 dưới quyền chỉ huy của Hạm trưởng, Thiếu tá Hải quân Bruno Hansmann.

## Lịch sử hoạt động
Sau khi hoàn tất việc huấn luyện trong thành phần Chi hạm đội U-boat 2, U-127 tiếp tục phục vụ cùng đơn vị này để hoạt động trên tuyến đầu cho đến khi nó bị mất.
Chiếc tàu ngầm khởi hành từ cảng Kiel, Đức vào ngày 29 tháng 11, 1941 cho chuyến tuần tra duy nhất trong chiến tranh. Nó tiến ra Bắc Hải, rồi băng qua khe GI-UK giữa các quần đảo Shetland và Faroe để vòng qua quần đảo Anh, và hoạt động tại vùng biển Bắc Đại Tây Dương về phía Tây Ireland trước khi di chuyển đến lối ra vào phía Tây của eo biển Gibraltar. Tại đây vào ngày 15 tháng 12, nó bị tàu khu trục HMAS Nestor của Hải quân Hoàng gia Australia thả mìn sâu đánh chìm tại tọa độ 36°28′B 09°12′T / 36,467°B 9,2°T. Toàn bộ 51 thành viên thủy thủ đoàn của U-127 đều đã tử trận.

### "Bầy sói" tham gia
U-127 từng tham gia một bầy sói:
- Seeräuber (14 – 15 tháng 12, 1941)